# St.-Martins-Platz (Kaiserslautern)
Der St.-Martins-Platz ist ein Platz im Zentrum der Altstadt von Kaiserslautern. 

## Geschichte
Er entstand wohl im Zusammenhang mit dem hier seit dem Mittelalter bezeugten Kaufhaus und Getreidespeicher im Osten des Platzes (1808 abgebrochen). Der dreieckige Platz führt im Osten in die Steinstraße und Klosterstraße, die Spitze im Westen wird jenseits der Spittelstraße durch die Marktstraße weitergeführt. Der Platz erhielt seinen heutigen Namen zur 700-Jahr-Feier der Stadt mit dem Abschluss der Altstadtsanierung; davor wurde die Bebauung zu den oben genannten Straßen gezählt. Der Platz selbst wurde im östlichen Teil als Kornmarkt bezeichnet, der westliche Teil hieß wegen der dort über die Lauter führenden Scherbrücke „Auf der Brücke“.

## Lage
Zentrum des Platzes bildet der Fontainebrunnen von Eduard Koelwel (1882–1966). In einem runden Sandsteinbecken befindet sich eine gusseiserne Brunnensäule mit Schwänen als Wasserspeiern, darüber zwei weitere Brunnenschalen. Den Abschluss bildet eine Putte, aus deren Trinkhorn Wasser sprudelt. An der Westseite des Platzes befand sich bis 2013 eine 1976 errichtete Spoliensäule. Drei große Kastanienbäume spenden Schatten.

## Bebauung
Die Randbebauung des Platzes, ausschließlich zwei- oder dreigeschossige Putzbauten, stammt fast komplett aus dem 18. und frühen 19. Jahrhundert. Als ehemalige öffentliche Gebäude bzw. Gasthäuser sind die Fassaden repräsentativ gestaltet. An der Südseite befindet sich die Martinskirche. Die Gebäude werden heute zum größten Teil als Gasthäuser genutzt, das ehemalige Stadthaus mit dem wappengeschmückten Portal im Norden des Platzes ist heute Musikschule, die südliche Begrenzung bildet ein Wohn- und Geschäftshaus.
Im Mai 2016 gab es im Geschäftsgebäude am St.-Martins-Platz 1 einen fatalen Brand, bei dem das Gebäude nahezu vollständig zerstört wurde und nachfolgend abgerissen werden musste. Brandursache war vermutlich eine defekte Elektroinstallation in den im Obergeschoss befindlichen Büroräumen. Das Gebäude wurde inzwischen rekonstruiert.